# 974 TCN
974 TCN là một năm trong lịch La Mã.